# Charancieu
Charancieu é uma comuna francesa na região administrativa de Auvérnia-Ródano-Alpes, no departamento de Isère. Estende-se por uma área de 5,53 km². Em 2010 a comuna tinha 789 habitantes (densidade: 142,7 hab./km²).